# بيتراميلارا
بيتراميلارا (بالإيطالية: Pietramelara)‏ هي كومونا في مقاطعة كزرتة في منطقة كمبانية الإيطالية، وتقع على بعد 50 كيلومترًا (31 ميلًا) شمال نابولي و25 كيلومترًا (16 ميلًا) شمال غرب كزرتة.